# Рядовка серная
Рядовка серная, или рядовка серно-жёлтая (лат. Tricholoma sulphureum) — слабо ядовитый вид грибов, иногда вызывающий легкие желудочные отравления. Обладает сильным неприятным запахом.

## Описание
Шляпка диаметром 3—8 см, сначала полушаровидная или выпуклая, затем уплощённая, иногда с небольшим углублением в центре, серно-жёлтого цвета, с вросшими, особенно в центре, с возрастом приобретающими ржаво-бурый оттенок, волокнами, сухая или влажноватая, обычно бархатистая.

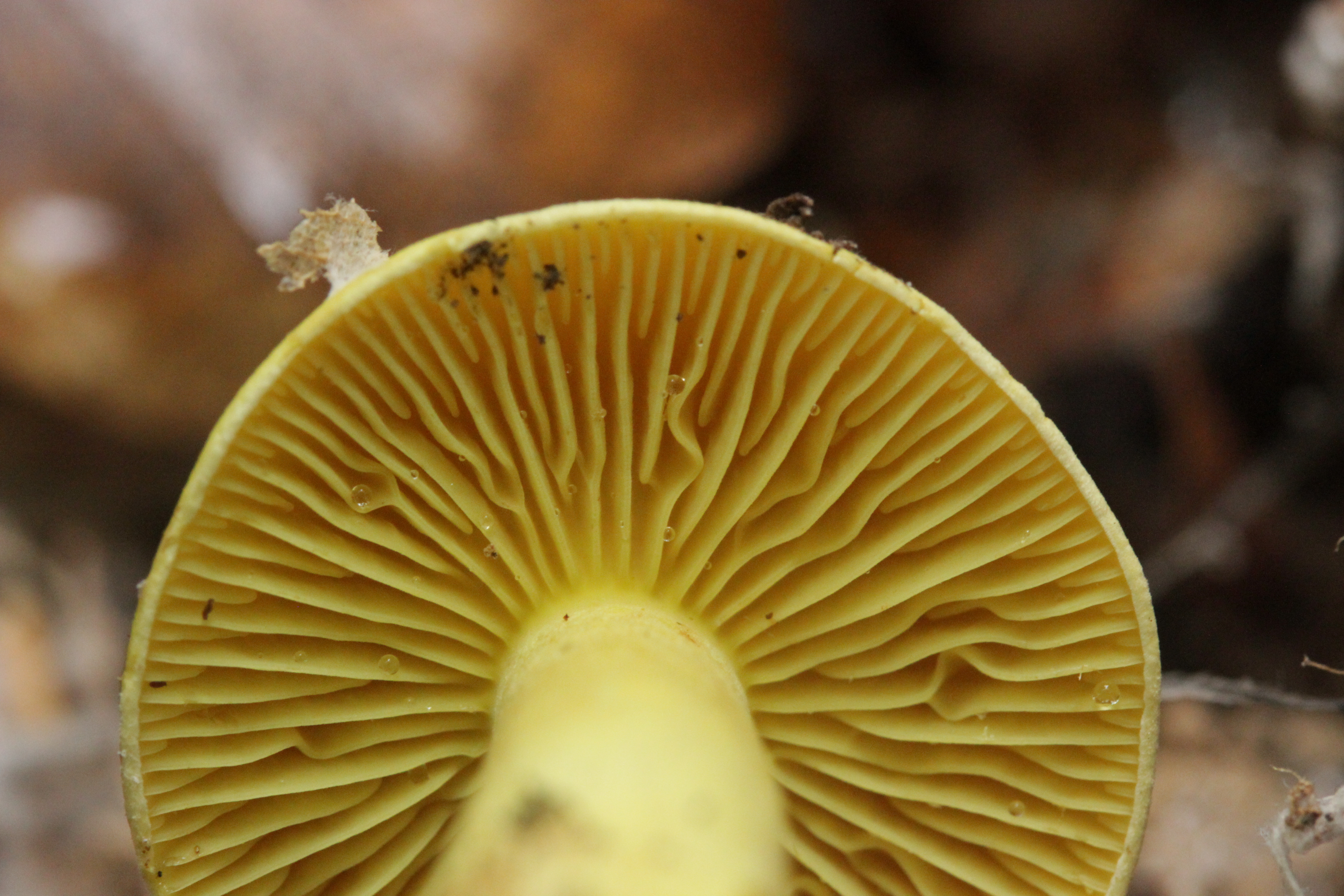
Пластины

Пластинки выемчатые или приросшие к ножке, относительно редкие, широкие, толстые, серно-желтые, с неровным, так же окрашенным, краем.
Ножка 3—11 см в высоту и 0,5—1,8 см в толщину, иногда утолщающаяся или, напротив, утончающаяся кверху, в верхней части ярко-жёлтая, ниже — серно-жёлтая, с заметными продольными одноцветными или более тёмными волокнами, в нижней части с возрастом иногда покрывается буроватыми чешуйками.
Мякоть серно-жёлтая или зеленоватая, с очень сильным запахом, напоминающим запах дегтя, ацетилена, сероводорода, светильного газа, иногда — муки. Вкус неприятный, мучнистый, иногда слабо горький.
Споровый отпечаток белый. Споры белые, эллипсоидные или миндалевидные, нередко неправильные, 8—12×5—7 мкм.

## Распространение и экология
Произрастает обычно группами в лиственных и смешанных лесах, предпочитает богатые известью почвы. Образует микоризу с дубом и буком, реже — с сосной и пихтой. Иногда встречается на обочинах дорог на песчаных почвах. Широко распространена по всей Европе — от холодных арктических зон до Средиземноморья.

## Таксономия

### Синонимы
- Agaricus coronarius Pers., 1801
- Agaricus sulphureus Bull. 1784basionym
- Gymnopus sulphureus (Bull.) Gray, 1821
- Gyrophila sulphurea (Bull.) Quél., 1886
- Tricholoma sulphureum var. coronarium (Pers.) Nüesch, 1923
- Tricholoma sulphureum var. verrucosum Naveau, 1923

### Разновидности
- Tricholoma sulphureum var. hemisulphureum Kühner, 1989 отличается от типовой разновидности розоватыми или серо-сиреневатыми краями пластинок.
- Tricholoma sulphureum var. pallidum Bon, 1974 отличается более светлой окраской и сладковатым, пряным запахом.
- Tricholoma sulphureum var. rhodophyllum Métrod, 1939 приизрастает в альпийской зоне, окрашена в очень светлые тона.

## Сходные виды

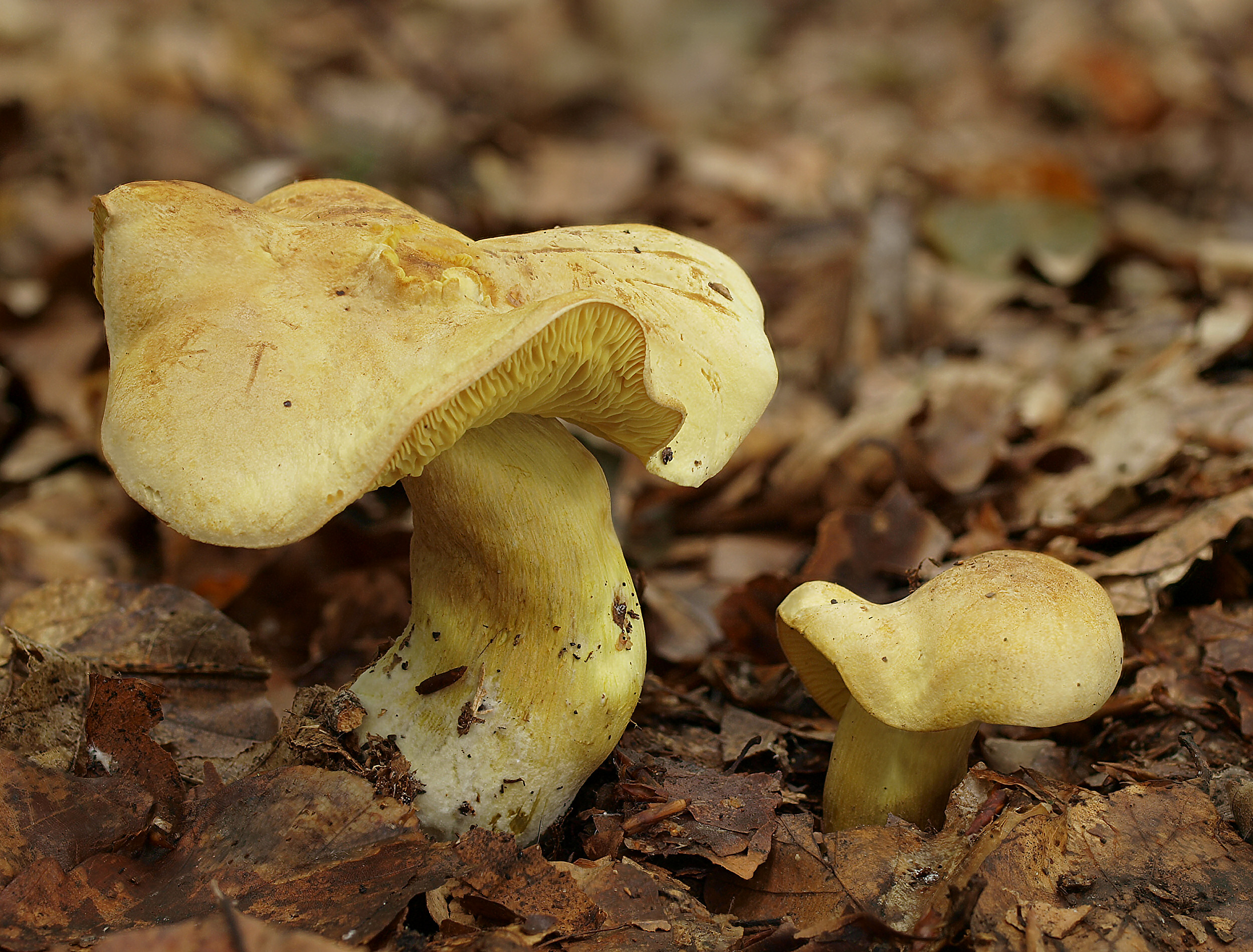
Экземпляры рядовки серной с толстыми ножками

Иногда плодовые тела рядовки серной с рыжеватыми волокнами в центре шляпки неправильно определяются как Tricholoma bufonium (Pers.) Gillet, 1874. Настоящая T. bufonium произрастает под пихтой в Центральной Европе, иногда включается в T. sulphureum в ранге разновидности Tricholoma sulphureum var. bufonium (Pers.) Quél. 1876.